# Чанди Прасад Бхатт
Чанди Прасад Бхатт (хинди चंडीप्रसाद भट्ट; род. 23 июня 1934 года, Гопешвар, Британская Индия) — индийский защитник окружающей среды и общественный деятель, который основал Dasholi Gram Swarajya Sangh (DGSS) в Гопешваре в 1964 году. Dasholi Gram Swarajya Sangh позже стала материнской организацией Движения Чипко, в котором он был одним из пионеров. Был награждён Премией Рамона Магсайсая за лидерство в сообществе в 1982 году, а затем Падма Бхушан в 2005 году.

## Биография
Чанди Прасад Бхатт родился 23 июня 1934 года вторым ребенком Ганги Рам Бхатта и Махеши Деви Таплиял в семье священников храма Рудранатх в Гопешваре, одного из Панч Кедар, пяти гималайских храмов, посвященных Шиве, наиболее почитаемым среди них является храм Кедарнатх. Его отец, который был фермером, а также священником в знаменитом храме Шивы в Гопешваре и храме Рудранатх, умер, когда Чанди Прасад был еще младенцем, и после этого его воспитывала мать в Гопешваре, округ Чамоли, Уттаракханд в Индии. , которая тогда была еще очень маленькой деревней. Он учился в Рудрапраяге и Паури, но остановился, не успев получить степень.

### Карьера
В перенаселенных горах не хватало сельскохозяйственных угодий, как и рабочих мест. Как и большинство мужчин горных деревень, Чанди Прасад в течение года обучал детей искусству, чтобы прокормить свою мать, прежде чем в конце концов был вынужден работать на равнинах. Он присоединился к Гарвальскому союзу владельцев автомобилей в качестве клерка по бронированию автомобилей, работая в различных местах, включая Ришикеш, Пипалкоти и Карнапраяг.
В 1956 году Бхатт обрел надежду, когда услышал речь лидера Ганди Джаяпракаша Нараяна, который путешествовал по этому району. Бхатт и другие молодые люди присоединились к движению Сарводая и Гандианским кампаниям Бхудана и Грамдана, а также к организации деревень для экономического развития и борьбы со злоупотреблением спиртными напитками по всему Уттаракханду.
В 1960 году он оставил свою работу в GMOU, чтобы посвятить все свое время своей деятельности в Сарводая, а к 1964 году Бхатт учредил Дашоли Грам Свараджья Мандал (Общество деревенского самоуправления), чтобы организовать односельчан в Гопешваре для работы рядом с их домом. дома в лесной промышленности, изготовление деревянных орудий из ясеня, сбор и продажа трав для аюрведической медицины, а также для борьбы с пороком и эксплуатацией.
Ограничение законных прав сельских жителей на деревья и лесную продукцию в пользу внешних коммерческих интересов позволило Бхатту в 1973 году мобилизовать членов лесолюбивого общества и сельских жителей в коллектив Чипко Андолан (Движение «Обними деревья») для принудительного пересмотра лесов. политика, датируемая 1917 годом. Женщины, которые регулярно ходят от трех до пяти миль в лес, чтобы собрать и донести домой дрова и корм на спине, взяли на себя инициативу. Верные ненасильственной философии движения, эти женщины обнимали деревья, чтобы ограничить их вырубку. Создание «лагерей экоразвития» объединило жителей деревни для обсуждения их потребностей в контексте экологического баланса леса. Стабилизируя склоны путем возведения каменных подпорных стен, отдыхающие начали сажать деревья в своих деревенских питомниках. В то время как менее одной трети деревьев, посаженных государственными лесниками, выжило, до 88 процентов деревьев, посаженных сельскими жителями, выросли.
В 1974 году он и его коллеги возглавили движение за сохранение культурного и археологического наследия храма Бадринатх.
Бхатту и его коллегам по обществу помогали сочувствующие ученые, чиновники и студенты колледжей. Тем не менее, это, по сути, местное движение жителей горных деревень, и Чипко Андолан стал инструментом действия и обучения членов, официальных лиц и посторонних в реалиях эффективного сохранения ресурсов.
Хотя Бхатт посещал встречи в низменной Индии и за границей в качестве представителя Чипко, он оставался человеком своей общины. Он и его жена продолжают жить простой жизнью своих гималайских соседей. В процессе он стал знающим и продуктивным, помогая обеспечить с трудом завоеванную жизнь своего народа. В 2003 году он был назначен членом «Национальной лесной комиссии», которая рассмотрела всю существующую политику и правовые рамки, касающиеся управления лесами, и представила свой отчет правительству в 2005 году.

## Публикации

### Избранные книги
- Парват Парват, Басти Басти — Издательство NBT Индия
- Пратикар Ке Анкур (хинди)
- Будущее крупных проектов в Гималаях
- Экосистема Центральных Гималаев
- Опыт Чипко

## Награды
- Премия Рамона Магсайсая — 1982
- Падма бхушан — 2005
- Премия мира Ганди — 2013